# Ramon Rotger Moner
Ramon Rotger Moner (1910-1981) fou un metge mallorquí. Fill, germà, pare i padrí de metges, va cursar els estudis de medicina i l'especialització en cirurgia general a Madrid. En acabar, es traslladà a Mallorca, on va exercir de metge de la Casa de Socors, d'inspector mèdic de l'Institut Nacional de Previsió, de cap de grup quirúrgic de la Seguretat Social i de cap del Servei de Cirurgia de l'Hospital Provincial de Balears.
El 1944, va obrir la Clínica Rotger, de Palma, on va introduir tota una sèrie d'innovacions en els tractaments quirúrgics aplicats fins aleshores a les Illes Balears. Inicialment, amb dinou habitacions, estava situada al carrer del General Riera; en 1963 es va ampliar fins a setanta habitacions. Posteriorment, en 1991, es va traslladar a l'edifici on fins en aquells moments havia estat ubicada la clínica Mare Nostrum.
En 1951 va fundar la primera entitat d'assegurances mèdiques de Mallorca, coneguda amb el nom de Médica Mallorca. Així mateix, va ser soci fundador i membre del primer Consell d'Administració de l'Igualatorio Médico Balear (IMECO). El 2004 va rebre a títol pòstum el Premi Ramon Llull.